# Jinete Rampin

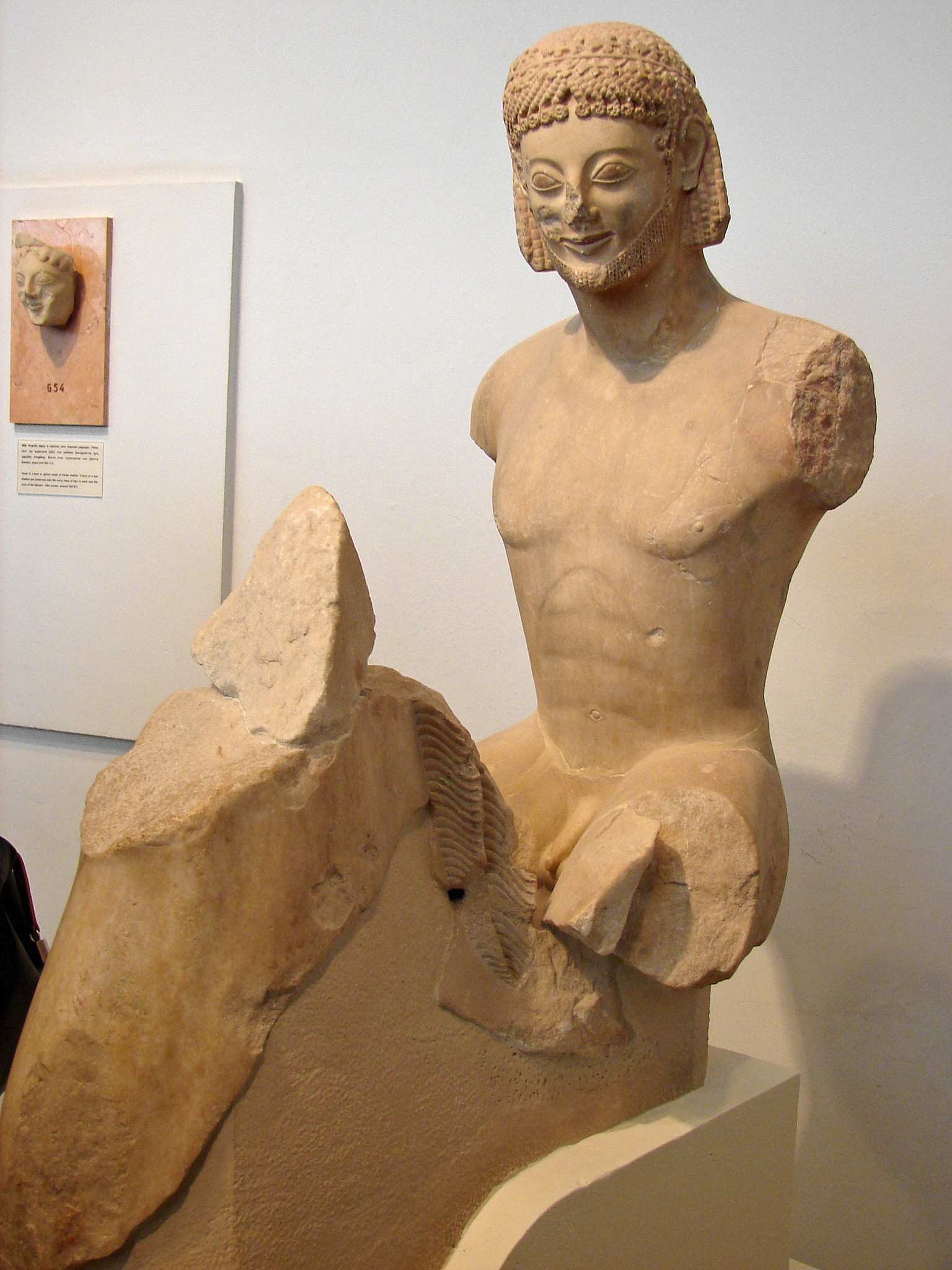
Imagen del Jinete Rampin, expuesto en el Museo de la Acrópolis de Atenas, en Grecia cuyo torso es original; la cabeza es una réplica.

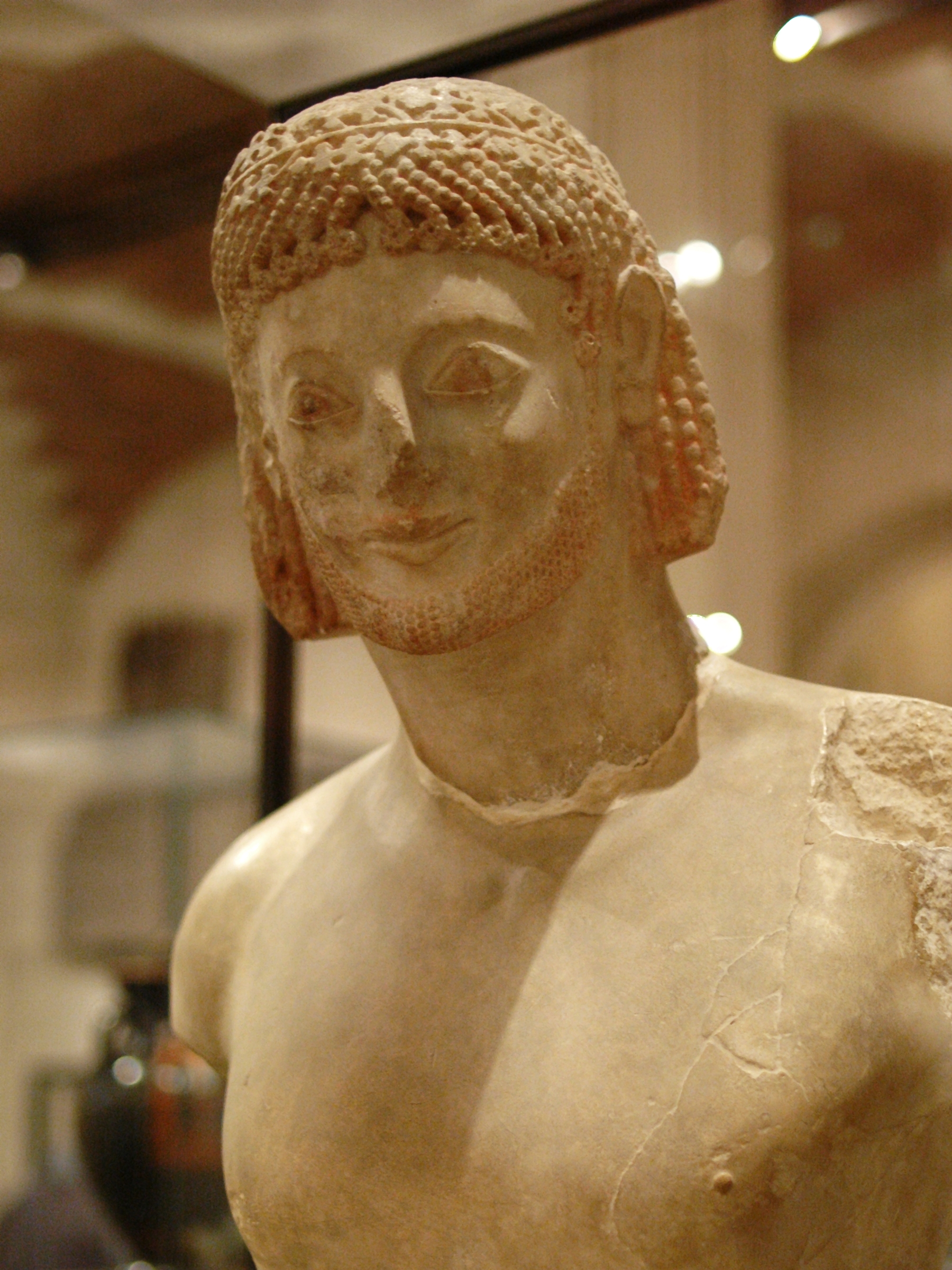
Imagen de la cabeza original de la escultura del Jinete Rampin, expuesta en el Museo del Louvre.

El Jinete Rampin, también llamado Caballero Rampin, es una escultura tipo kuros que data de mediados del siglo VI a. C. y que fue esculpida por un artista de los talleres de Ática. Se trata de la escultura de un hombre a caballo más antigua del arte y una de las obras maestras pertenecientes al Período arcaico de Grecia.

## Hallazgo
La cabeza de la escultura fue hallada en el año 1877, y fue trasladada a Francia mientras que el tronco y fragmentos del caballo se encontraron en el año 1886. Ambas partes procedían de la zona sur de las ruinas de la Acrópolis de Atenas (Grecia), aunque no se conoció la conexión entre la cabeza, el torso y el caballo hasta que el arqueólogo británico Humphry Payne la descubrió en el año 1936.

## Simbología
La estatua tiene algunas características similares a los kuros pero a diferencia de estos, la cabeza está ligeramente ladeada. El representado tiene barba y al menos algunas partes de la estatua estaban policromadas.
La guirnalda indica que se trataba de un jinete que había obtenido una victoria en alguno de los Juegos Panhelénicos (quizá de los juegos Píticos, en caso de que la corona fuera de roble pero como no se distingue bien también podría ser de los juegos Nemeos o los Ístmicos, que otorgaban a los vencedores coronas de apio.)   
Se cree que el jinete podría ser un miembro de la élite ateniense, quizá un hijo de Pisístrato; o también existe la teoría de que pudieran ser los Dioscuros, ya que se sospecha que la escultura podría haber sido tallada junto con otra similar como pareja.

## Características
- Autor: Anónimo (talleres de Ática).
- Estilo: Período arcaico de Grecia.
- Material: Mármol de Paros con policromía roja y negra.
- Altura: 108 centímetros.
- Altura de la cabeza: 27 centímetros.

## Conservación
La cabeza del jinete se expone de forma permanente en el Museo del Louvre desde el año 1896 procedente del legado de Georges Rampin, donde tiene asignado el número de inventario 3104 y el torso se exhibe en el Museo de la Acrópolis de Atenas (Grecia).